# Jan I. Ernušt
Jan I. Ernušt (chorvatsky Ivan I. Ernušt, latinsky Johannes Ernusth, maďarsky Csáktornyai Ernust(h) János, též v latině jako Iohanni Ernusth de Schakthornia, 15. století? – 1476?) byl uherský a chorvatský velmož židovského původu (s tím může souviset i jeho přezdívka Hampó), bán Slavonie (1473–1476).

## Život
Ernušt pocházel ze židovského prostředí z Rakouska nebo Švédska a později se usadil v Uhrách a nechal se pokřtít. Zabýval se obchodováním a finančními službami a dosáhl značného jmění.
V roce 1467 byl jmenován do úřadu královského hlavního pokladníka (taverníka) a později mu král Matyáš Korvín (1458–1490) jako náhradu za půjčku 6000 zlatých florinů přidělil výnosy z měděných dolů poblíž Banské Bystrice v Horních Uhrách, tedy dnešním Slovensku.
Roku 1470 byl povýšen do královského rytířského stavu (miles regni), byl jmenován "královým důvěrníkem" (regis compater) a stal se vlastníkem zmíněných měděných dolů, které mu však král v roce 1472 odebral kvůli nedobrému hospodaření. I přesto jej roku 1473 král jmenoval doživotním bánem celého Slavonska. 
Jan Ernušt nabyl několika panství v Chorvatsku, získal hrady a statky Štrigova a Čakovec. Zastával také vyšší funkci župana v uherských župách (okresech): v Turčianské, Zvolenské, Zalanské, Križevecké a Požežské.
Jan měl syny Zikmunda, který se stal biskupem péčským a hlavním královským pokladníkem, a Jana II., chorvatského bána.